# Cielo (Croazia)
Cielo (in croato Ceja) è un isolotto disabitato della Croazia, situato all'estremità meridionale dell'Istria, a sudest di Pola.
Amministrativamente appartiene alla città di Medolino, nella regione istriana.

## Geografia
Cielo si trova nella parte centro-occidentale del golfo di Medolino, circa 2 km a nordest di capo Promontore. Nel punto più ravvicinato dista 840 m dalla terraferma (Prestanišin rt).
Cielo è un isolotto, il maggiore per area nel golfo di Medolino, dalla forma ovale che si restringe leggermente nella parte settentrionale. Orientato in direzione nordest-sudovest, misura 600 m di lunghezza e 430 m di larghezza massima. Ha una superficie di 0,183 km² e uno sviluppo costiero di 1,64 km. Al centro, raggiunge un'elevazione massima di 22,3 m s.l.m.

### Isole adiacenti
- Scoglio Sorzer (Šekovac), scoglio ovale a sudovest di Cielo.
- Fenera (Fenera), isolotto a sud-sudest di Cielo.
- Scoglio Santa Marina (Bodulaš), altro isolotto a nordest di Cielo.
- Scoglio Trombolo (Trumbuja), scoglio rotondo a nordovest di Cielo.
- Levan Grande (Levan), isolotto a nordest di Cielo, nella parte orientale del golfo.
- Levan Piccolo (Levanić), scoglio poco a sud del precedente.

### Cartografia
- (HR) Mappa topografica della Croazia 1:25000, su preglednik.arkod.hr.